# Pedra del Diable (Santa Pau)
El menhir de la Pedra del Diable o Pedra Grossa està situat al terme de Santa Pau (la Garrotxa), inclòs a l'Inventari del Patrimoni Arqueològic i Paleontològic de Catalunya.
Es troba enmig del camp de conreu anomenat de la Pedra Dreta, propietat del mas de Can Formiga, a mà esquerra de la carretera de Santa Pau a Olot (GI-524), PK 11 aproximadament.
Fou descrit per primera vegada per Joaquim Vayreda i Vila l'any 1872. S'ha datat dels mil·lennis IV i III aC en l'època del Neolític mitjà o calcolític. És un monòlit basàltic de tipologia antropomorfa, tipus frare i de secció trapezoïdal.
Amida 2,80 m d'alçada per 0,80 m d'ample a la part més ample i 0,30 m de gruix aproximadament a la part baixa. A l'extrem superior, només amida 0'20 m de gruix.